# Dohrniphora harteni
Dohrniphora harteni är en tvåvingeart som beskrevs av Ronald Henry Lambert Disney 2003. Dohrniphora harteni ingår i släktet Dohrniphora och familjen puckelflugor. Inga underarter finns listade i Catalogue of Life.